# Виші Мілана

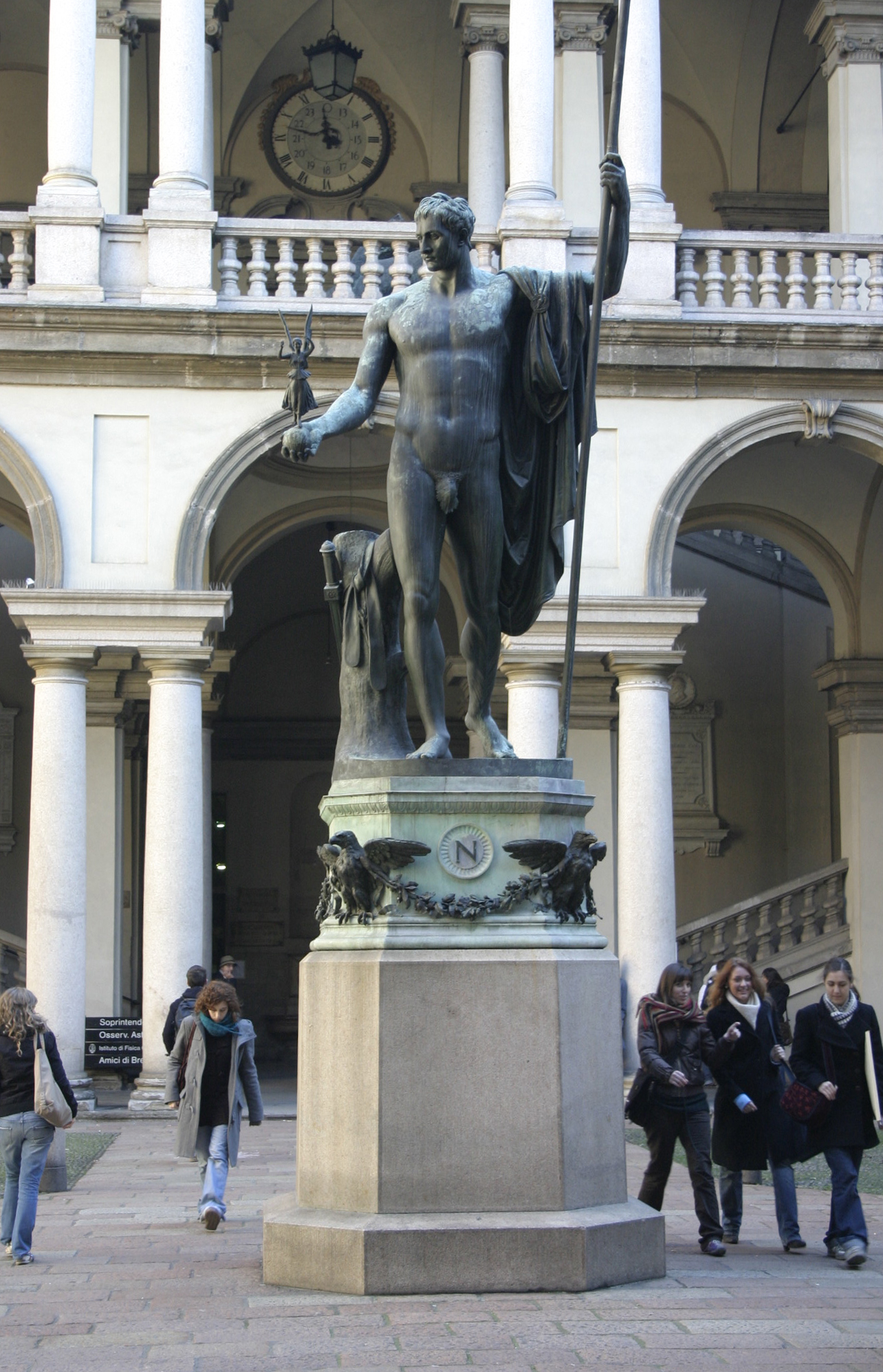
Внутрішній дворик Академії Брери; статуя Наполеону Бонапарту

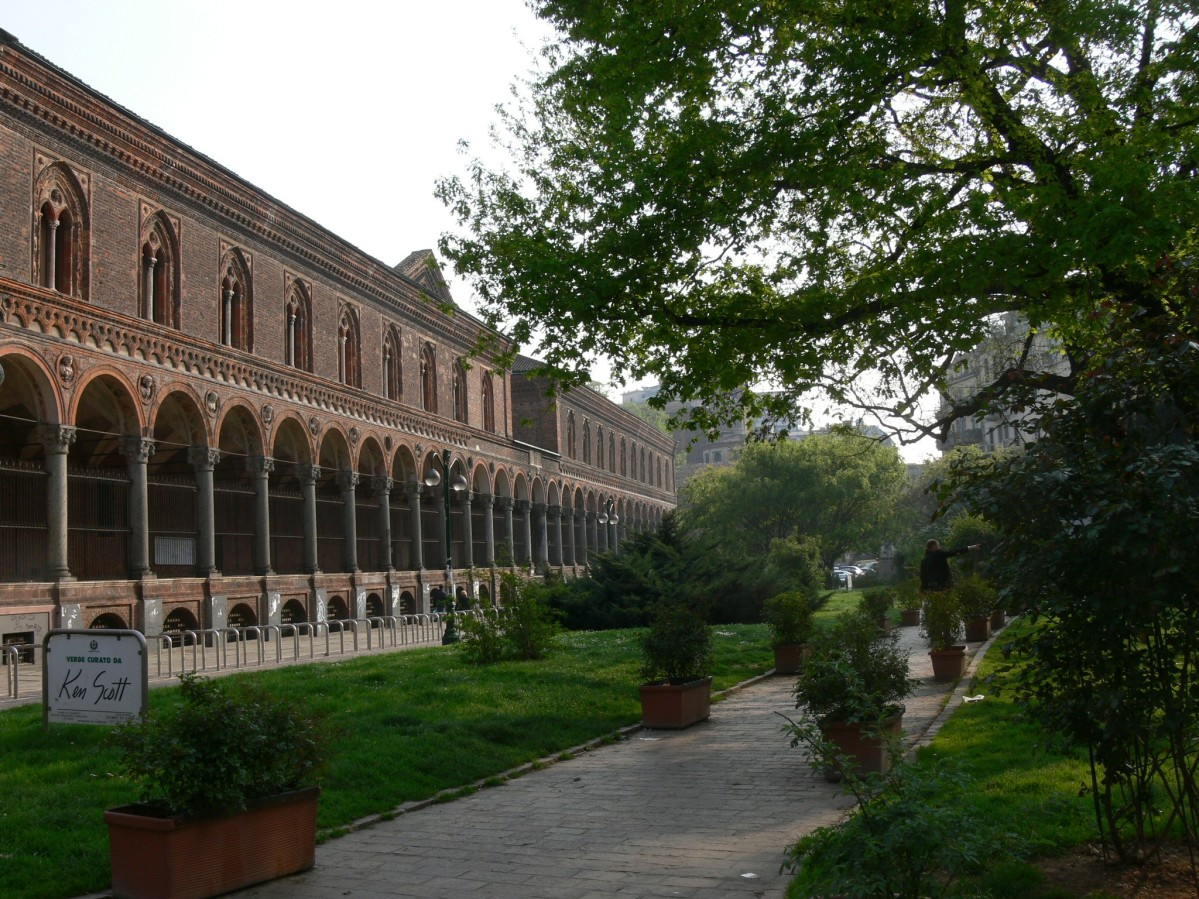
Università degli Studi di Milano

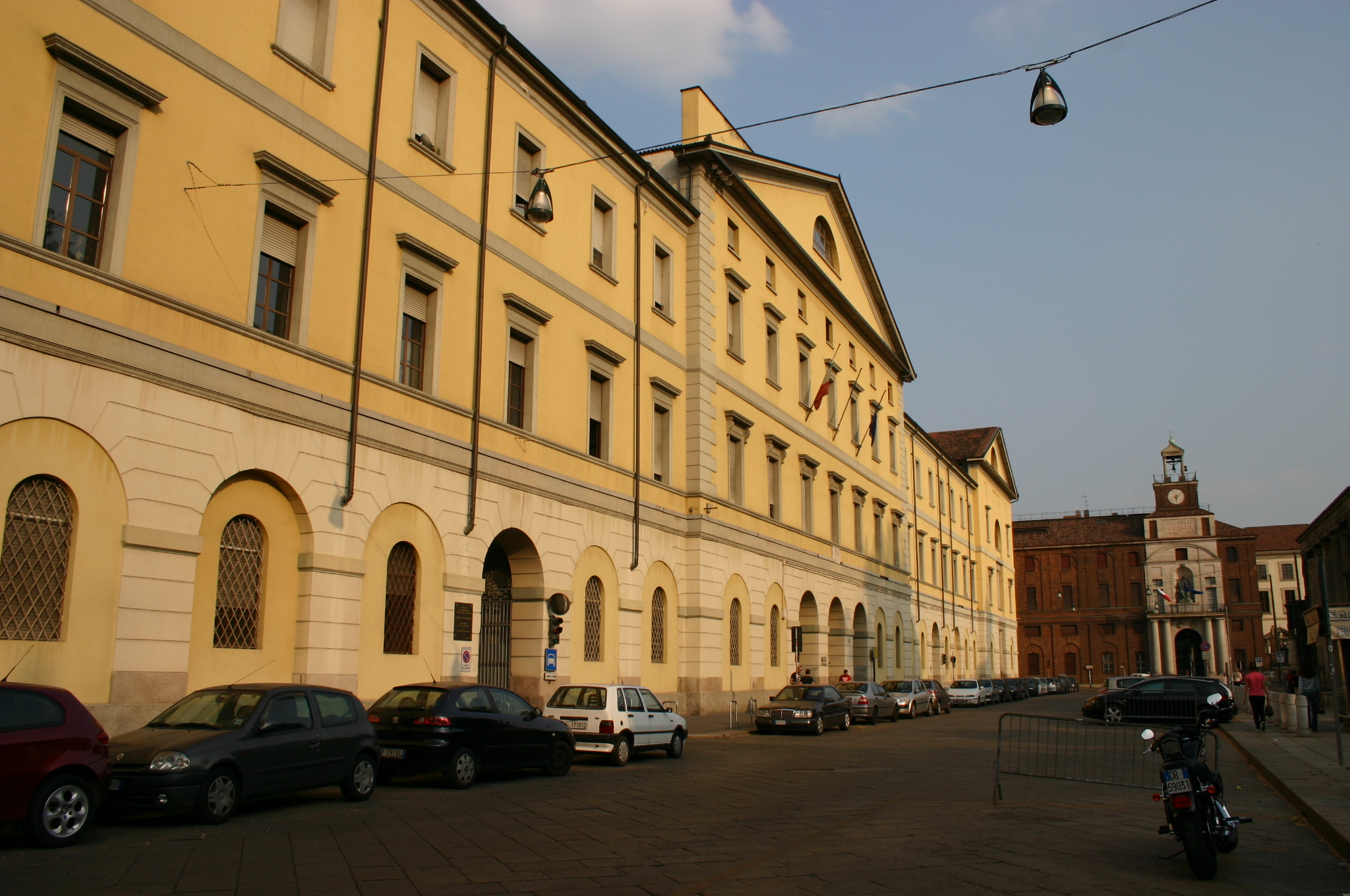
Università Cattolica del Sacro Cuore

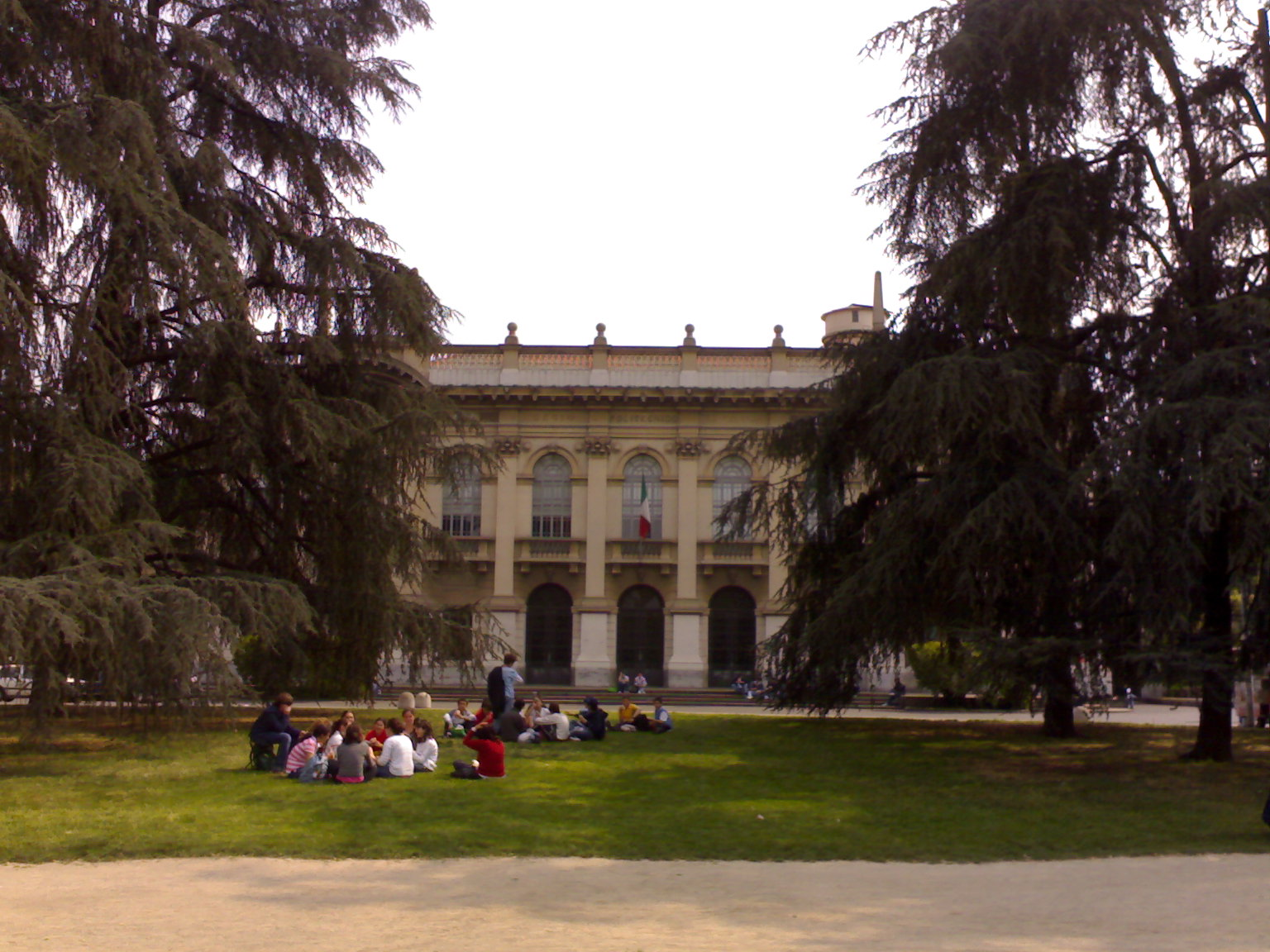
Міланський політех

В місті Мілан (Італія) знаходяться дев'ять ВНЗ — istituti universitari.

## Університети
- Università degli Studi di Milano або Statale di Milano — найбільший університет Мілана (створ. 1923 р.), єдиний державний ВНЗ Мілана і єдиний з усіх італійських ВНЗ, що входять до LERU;
- Università degli Studi di Milano — Bicocca — «молодий» університет (створений 1998 р.)
- Università Commerciale Luigi Bocconi — комерційний університет (1902 р.)
- Università Cattolica del Sacro Cuore — університет з 14 факультетами (1921 р.)
- Libera Università di Lingue e Comunicazione IULM — Вільний університет мов та комунікацій (1968 р.)
- Università Vita-Salute San Raffaele — Медичний університет Сан Раффаеле (заснування 1996 р.)

## Політех
- Politecnico di Milano — Міланський Політех, ВНЗ науково-технологічного характеру (архітектура, інженерія, дизайн)

## Академії
- Accademia di belle arti di Brera — Академія образотворчого мистецтва Брери (заснування 1776 р.)
- Nuova Accademia di Belle Arti, NABA — Нова академія образотворчого мистецтва (1980 р.)

## Офіційні сайти ВНЗ
- Università degli Studi di Milano [Архівовано 4 вересня 2019 у Wayback Machine.]
- Università degli Studi di Milano - Bicocca [Архівовано 1 травня 2021 у Wayback Machine.]
- Università Commerciale Luigi Bocconi [Архівовано 12 березня 2011 у Wayback Machine.]
- Università Cattolica del Sacro Cuore [Архівовано 27 вересня 2012 у Wayback Machine.]
- Libera Università di Lingue e Comunicazione IULM [Архівовано 5 березня 2011 у Wayback Machine.]
- Università Vita-Salute San Raffaele [Архівовано 7 березня 2019 у Wayback Machine.]
- Politecnico di Milano [Архівовано 1 травня 2021 у Wayback Machine.]
- Accademia di belle arti di Brera [Архівовано 25 лютого 2021 у Wayback Machine.]
- Nuova Accademia di Belle Arti